# Chelmsford (États-Unis)
Pour les articles homonymes, voir Chelmsford (homonymie).
Chelmsford est une town américaine située dans le comté de Middlesex, dans l'État du Massachusetts. Lors du recensement des États-Unis de 2010, elle compte 33 802 habitants. Fondée en 1652, elle est nommée d'après Chelmsford en Essex (Angleterre).